# Adršpašskoteplické skály

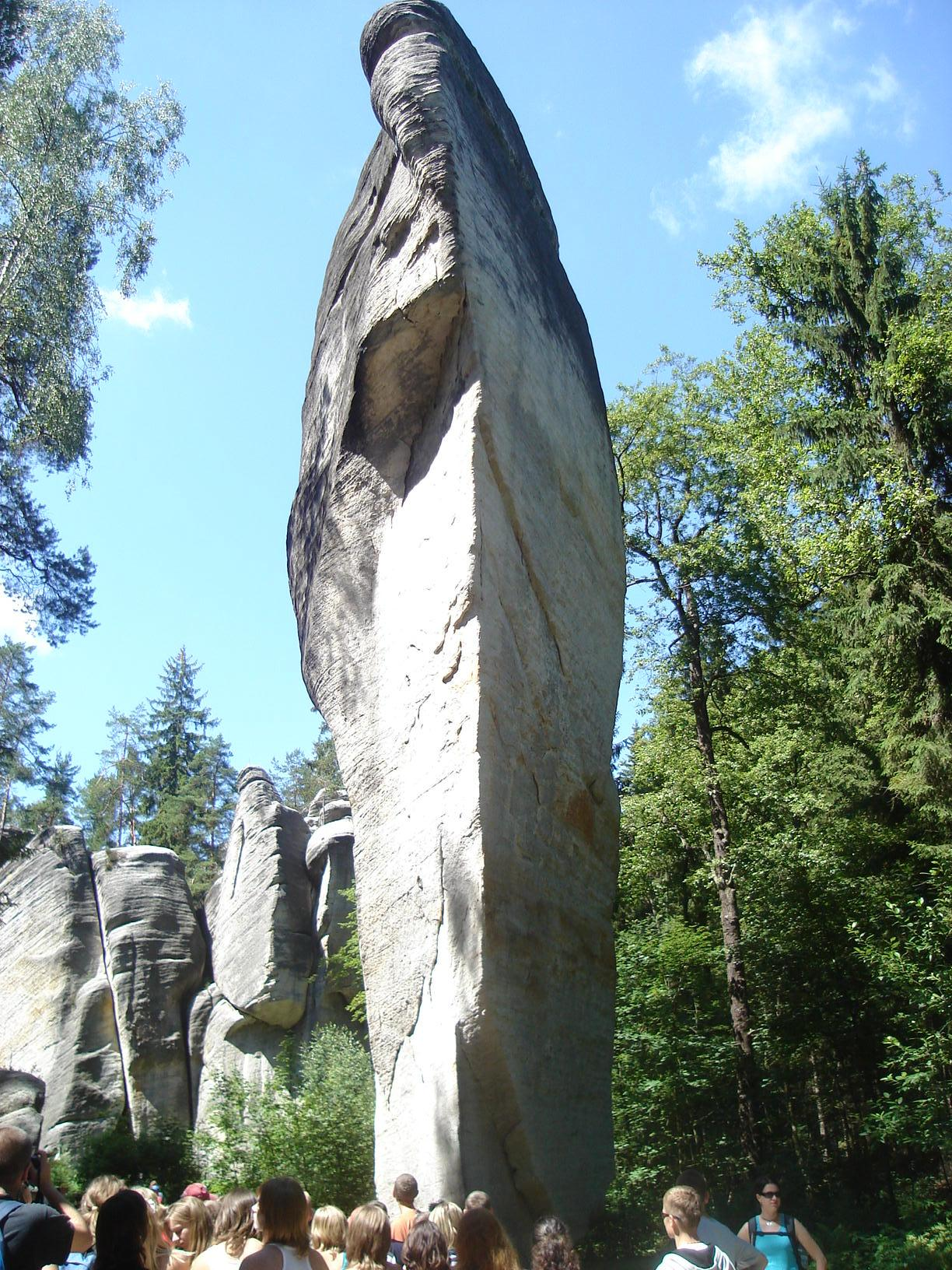
„Głowa cukru” nazwana tak ze względu na swój kształt

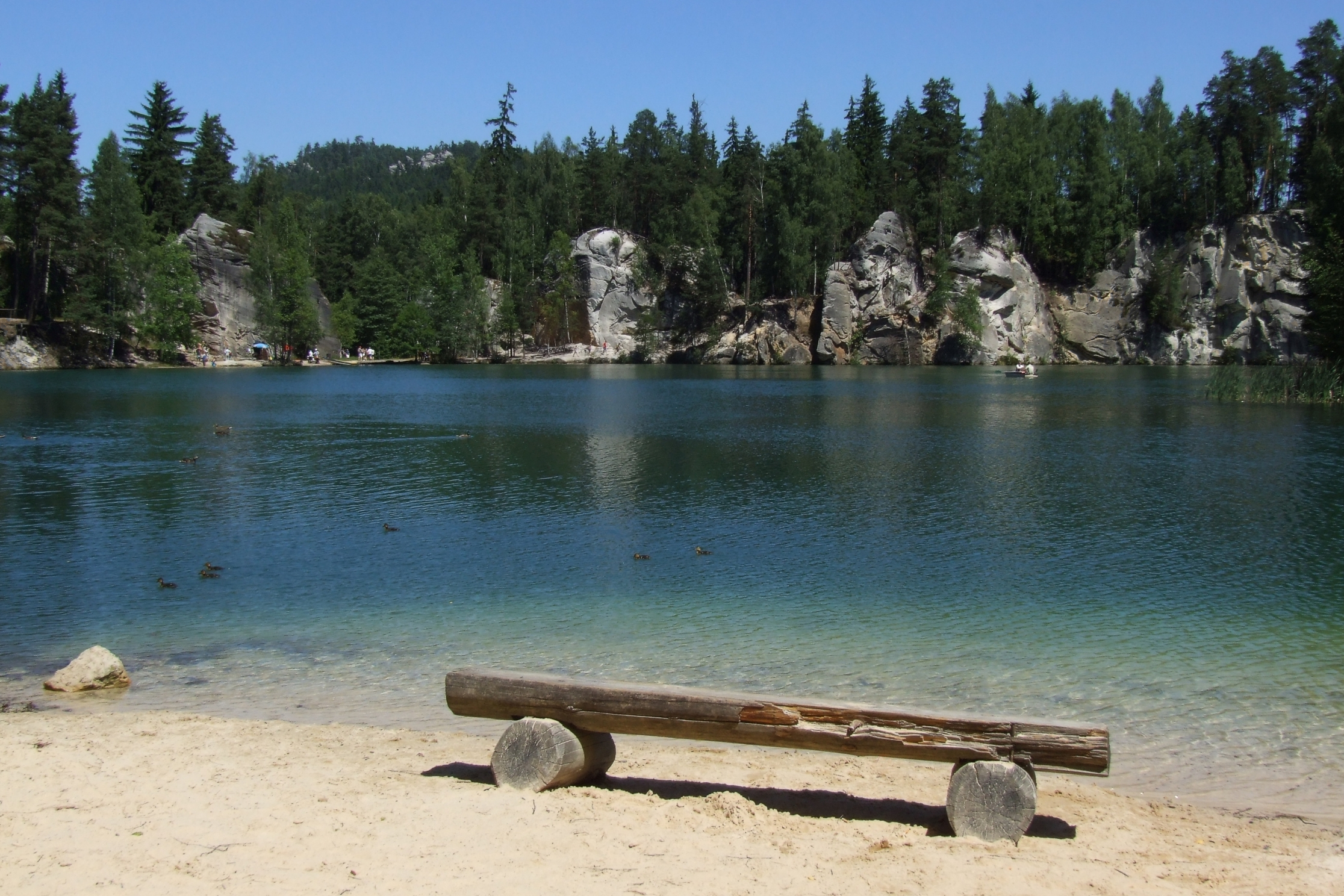
Adršpašské skály,
jezioro w dawnej piaskowni

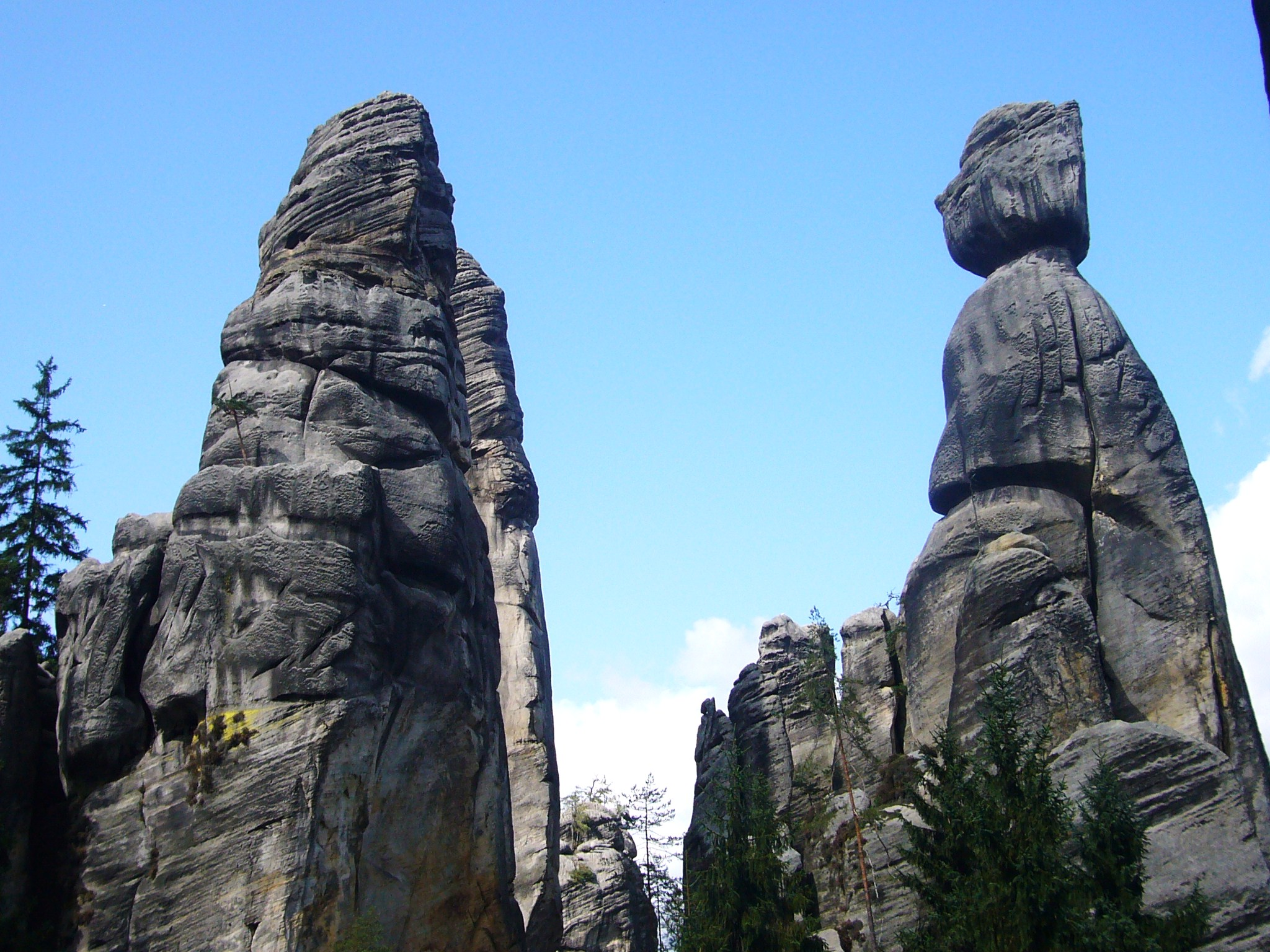
Adršpašské skály,
Starosta i Starościna

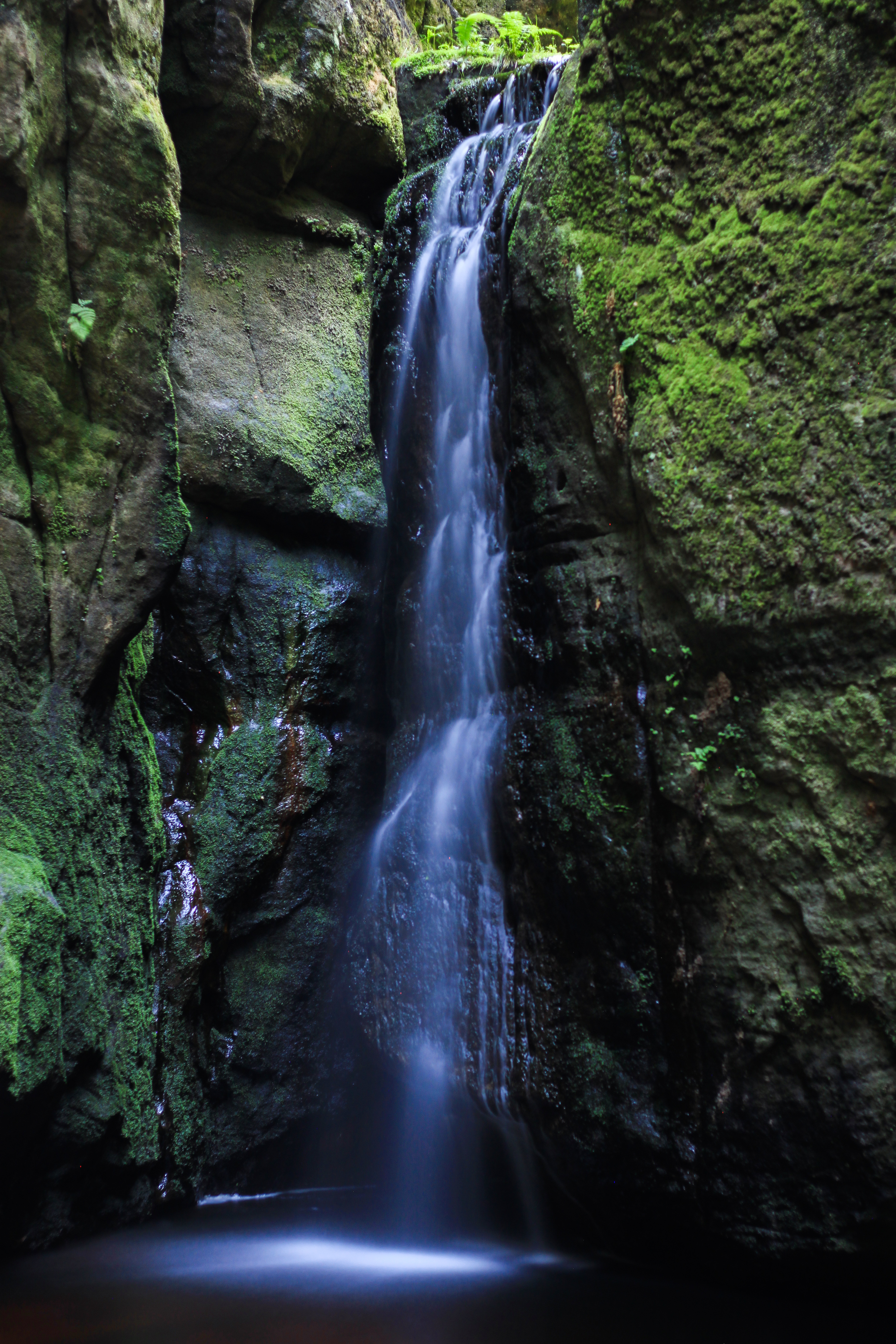
Mały wodospad

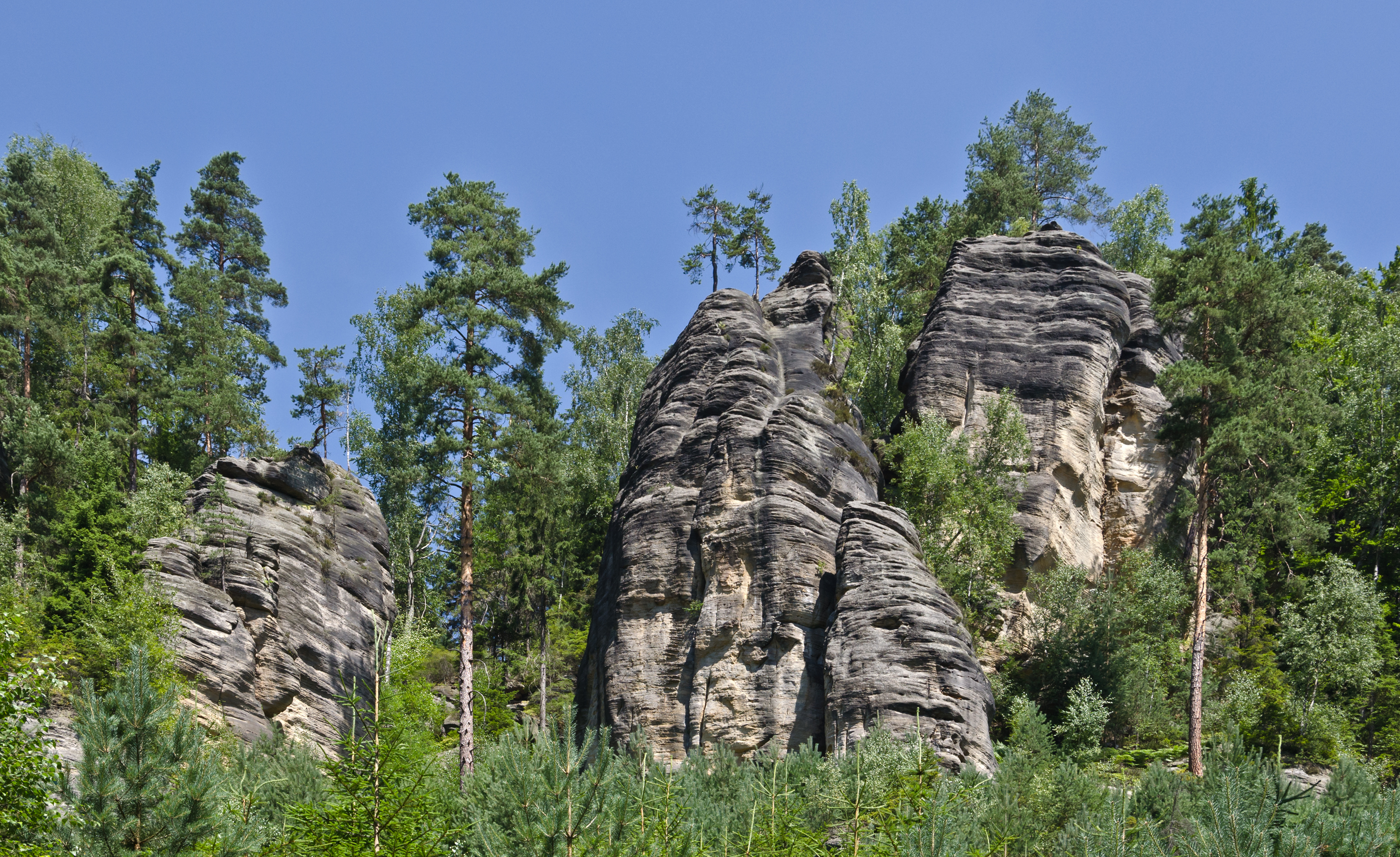
Formy skalne

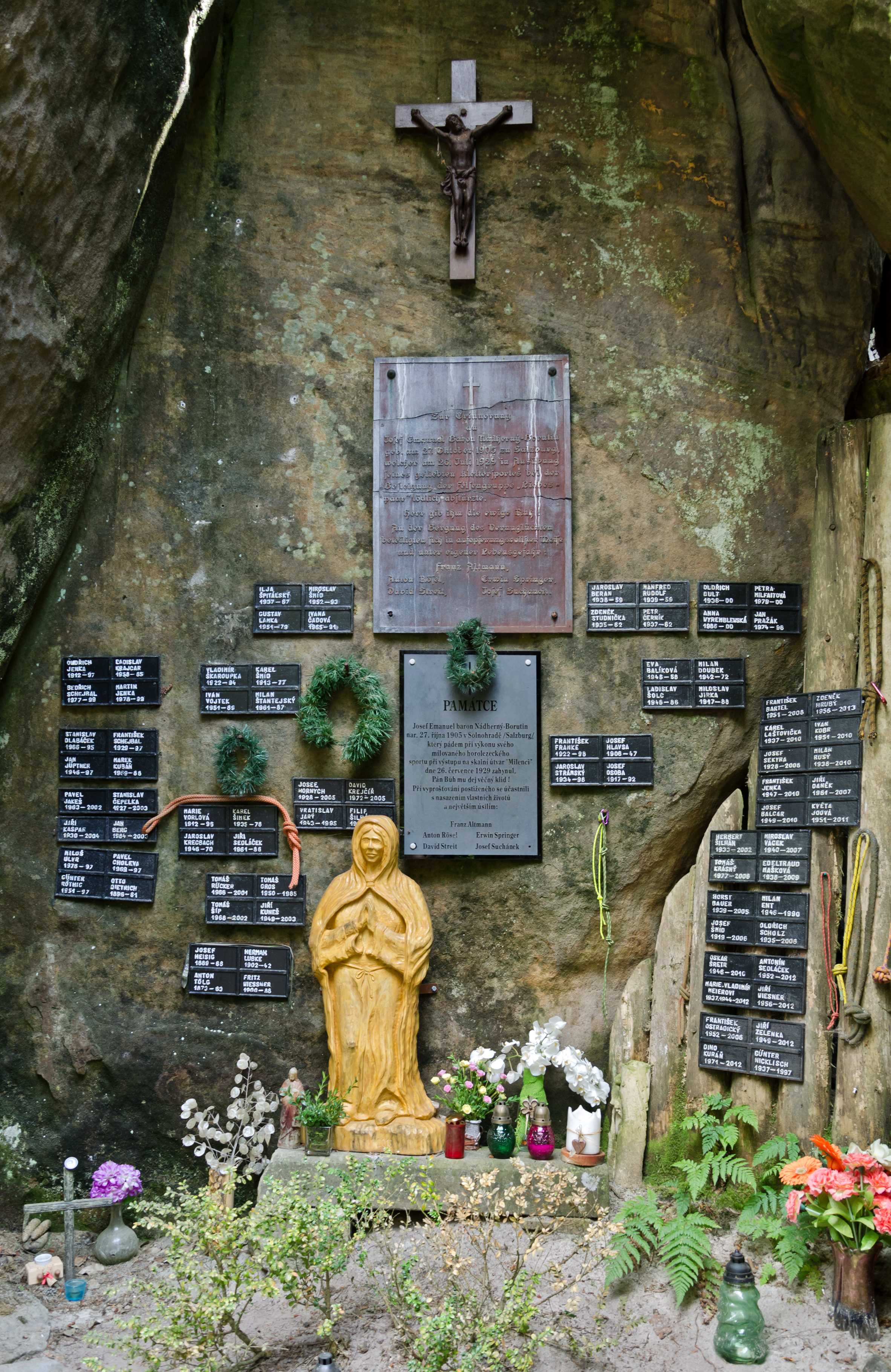
Kaplica ofiar gór

Adršpašskoteplické skály (także Adršpašsko-teplické skály, niem. Adersbach-Weckelsdorfer Felsenstadt) – masyw górski w Sudetach Środkowych, w Czechach, będący fragmentem Gór Stołowych (czes. Broumovska vrchovina), na południe od Kotliny Broumovskiej, w pobliżu miasteczka Teplice nad Metují oraz wsi Adršpach, w północno-wschodnich Czechach.
Cały teren masywu leży w granicach rezerwatu przyrody o nazwie Národní přírodní rezervace Adršpašskoteplické skály. Tereny te stanowią znaną atrakcję turystyczną. Zespoły skalnych ścian i turni (z jęz. czeskiego zwane „skalnymi miastami”) znajdujące się w masywie są jednym z najbardziej znanych piaskowcowych terenów wspinaczkowych na świecie.

## Geomorfologia
Adršpašskoteplické skály są częścią podjednostki Polická vrchovina w jednostce geomorfologicznej Broumovská vrchovina, będącej zachodnią częścią Gór Stołowych w szerszym znaczeniu.
Najwyższym wzniesieniem skał jest Čáp (786 m n.p.m.), znajdujący się w ich południowej części.

## Budowa geologiczna
Adršpašskoteplické skály leżą w centralnej części niecki śródsudeckiej. Zbudowane są z górnokredowych (koniak) piaskowców ciosowych, leżących prawie poziomo.
W podłożu występują margle ilaste (turon), margle ilasto-piaszczyste z wkładkami piaskowca ciosowego (turon dolny lub cenoman – turon), piaskowce glaukonitowe (cenoman) i piaskowce ciosowe dolne (cenoman). Pod osadami górnej kredy zalegają czerwone piaskowce triasowe oraz również czerwone piaskowce, mułowce i zlepieńce permskie.

## Historia
Przez długie lata wiedza o "skalnych miastach", leżących w okolicach Teplic nad Metují i Adrszpachu, była stosunkowo niewielka. Okoliczni mieszkańcy szukali w nich schronienia, kiedy czuli się zagrożeni w swych domostwach. Dopiero około roku 1700 z sąsiedniego Śląska zaczęli przybywać do Adrszpachu pionierzy turystyki. Najstarszy wizerunek Adršpašskich skál pochodzi z roku 1739.

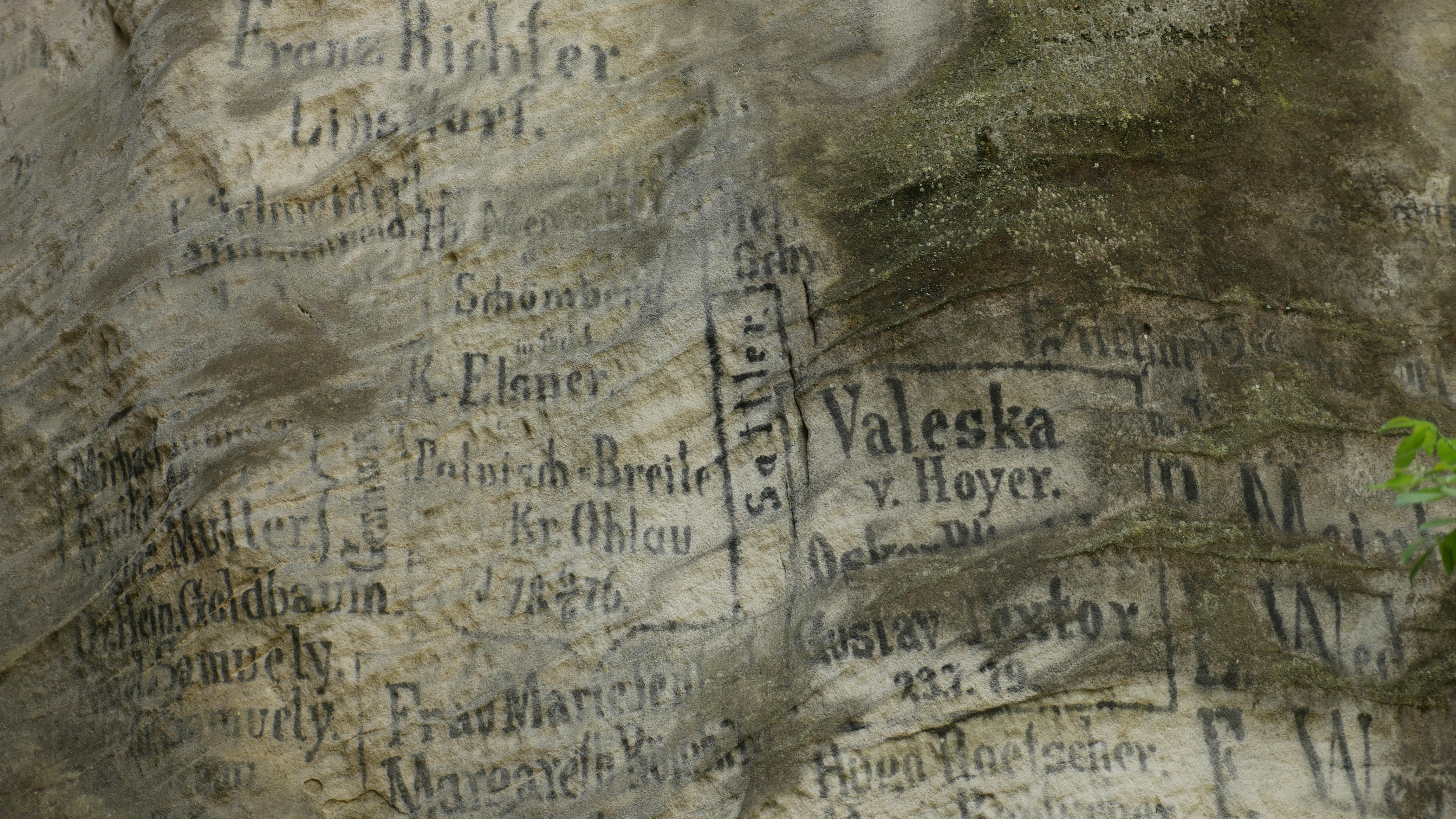
Napisy na skałach na terenie skalnego miasta

Wiele znaczących postaci historycznych miało okazję podziwiać Skalne Miasto w Adrszpachu i Teplicach. Między innymi królowa pruska Luiza, król polski i elektor saski August II Mocny, hrabia Franz Anton von Sporck z pobliskiego Kuksu, cesarz Józef II, cesarz austriacki Karol I, Johann Wolfgang Goethe i wielu innych. Jedną z pozostałości dawnych wycieczek są napisy pozostawione przez dawnych turystów na skałach. Najstarsza inskrypcja pochodzi z końca XVIII wieku. Na skale Kochankowie widać reszty farby po napisie wykonanym w 1968 roku. Był to protest tutejszych wspinaczy przeciwko inwazji wojsk Sił Zbrojnych Układu Warszawskiego na Czechosłowację. 
W roku 1824 wśród skał wybuchł wielki pożar lasu trwający kilka tygodni, który zniszczył prawie całą roślinność leśną. Dopiero wówczas skalne labirynty stały się bardziej dostępne, a właściciele tych ziem rozpoczęli budowanie pierwszej sieci szlaków turystycznych w Adrszpachu.

## Adršpašské skály
Adršpašské skály, Adrszpaskie Skalne Miasto (czes. Adršpašské skály, niem. Adersbacher Felsenstadt) znajdują się w północno-zachodniej części masywu, w pobliżu wsi Adrszpach. Są to unikalne bloki piaskowcowe powstałe, podobnie jak pasmo Gór Stołowych, w wyniku nierównej odporności skał na wietrzenie, które wymodelowała woda, mróz i wiatr.
Jednolita płyta piaskowca została podzielone licznymi kanionami, dolinami i szczelinami na szereg fragmentów. Na terenie Adrszpaskich skał znajdują się dwa górskie jeziorka na różnych poziomach, przez które przepływa rzeka Metuje tworząc dwa wodospady. Całość porośnięta jest lasem z licznymi gatunkami górskiej i podgórskiej flory. Występuje tu również interesująca fauna.
Przez labirynt form skalnych przebiega płatna trasa turystyczna, nie wymagająca żadnej wprawy przy chodzeniu po górach, składająca się z wygodnych ścieżek, schodków z poręczami, drabin i miejscami sztucznie wybudowanych chodników i platform. Wychodzenia poza tę trasę jest dozwolone wyłącznie dla osób posiadających specjalne zezwolenie (pracowników rezerwatu, naukowców i wspinaczy).
Wiele skał posiada własne nazwy, jak: Głowa cukru, Kochankowie czy Starosta i Starościna. Obszar został objęty ochroną jako rezerwat przyrody. Jest bardzo cenny nie tylko ze względów geologicznych i geomorfologicznych, lecz także pod względem różnorodności fauny i roślinności. Zidentyfikowano tu 238 pierwotnych gatunków roślin, na przykład rojownik bagnisty, modrzyk górski, wietlica alpejska, fiołek dwukwiatowy.

## Teplickie Skalne Miasto
Teplickie Skalne Miasto (czes. Teplické skalní město, niem. Wekelsdorfer Felsen) znajduje się w południowej części masywu, największego w Czechach tego typu kompleksu skalnego. Jego powierzchnia to ok. 1800 ha.
Skalne miasto koło Teplic jest nieco mniej znane od Adršpašskich skál, lecz jest od nich rozleglejsze, wyższe i bardziej dzikie. Stanowi najrozleglejszy tego rodzaju teren skalny w Czechach, liczący ok. 1800 ha. W odróżnieniu od Adršpašskich, które tworzą złożony, wielopoziomowy i rozgałęziony labirynt, Teplické skalý są ukształtowanie głównie w formie długich, uskokowych murów, wyrastających wprost z poziomu terenu, o stosunkowo prostych, strzelistych kształtach, które tworzą system płaskich na dole kanionów. Na obrzeżach kanionów znajduje się kilkanaście wolno stojących baszt skalnych, osiągających blisko 100 m wysokości.
Również przez Teplické skalý prowadzi płatny szlak turystyczny, przystosowany dla niewprawnego turysty.
Teplické skály dzięki występowaniu w nich znacznej liczby pionowych i wysokich ścian, rozpoczynających się z poziomu gruntu, stanowią teren wspinaczkowo znacznie ciekawszy od bardziej znanych Adršpašskich skál.

## Turystyka
Przez masyw Adršpašskoteplickich skál prowadzi kilka szlaków turystycznych o różnym stopniu trudności, w większości bardzo łatwych, prowadzących przez oba skalne miasta do trudniejszych, z których część wyprowadza na szczyty najbardziej charakterystycznych iglic, do ruin zamków, punktów widokowych oraz mniejszych labiryntów skalnych i wąwozów. Niektóre z nich są nieco trudniejsze i nadają się dla bardziej wprawnych turystów.

## Pozostałe informacje
W obrębie masywu znajdują się ruiny trzech zamków. W północno-wschodniej części, na zachód od Adršpašskich skál znajduje się zamek Adršpach; pomiędzy Teplickimi skalami a Teplicami – Střmen. Trzeci zamek – Skály – znajduje się na południowo-wschodnim cyplu masywu.
Przy jednym ze szlaków turystycznych znajduje się symboliczna drewniana kapliczka, poświęcona czeskim wspinaczom, którzy zginęli nie tylko tutaj, ale także w innych górach. Kapliczkę usytuowano w występie skalnym, na którym umieszczone są tablice pamiątkowe osób zmarłych tragicznie w górach.